# Pantheon Basel

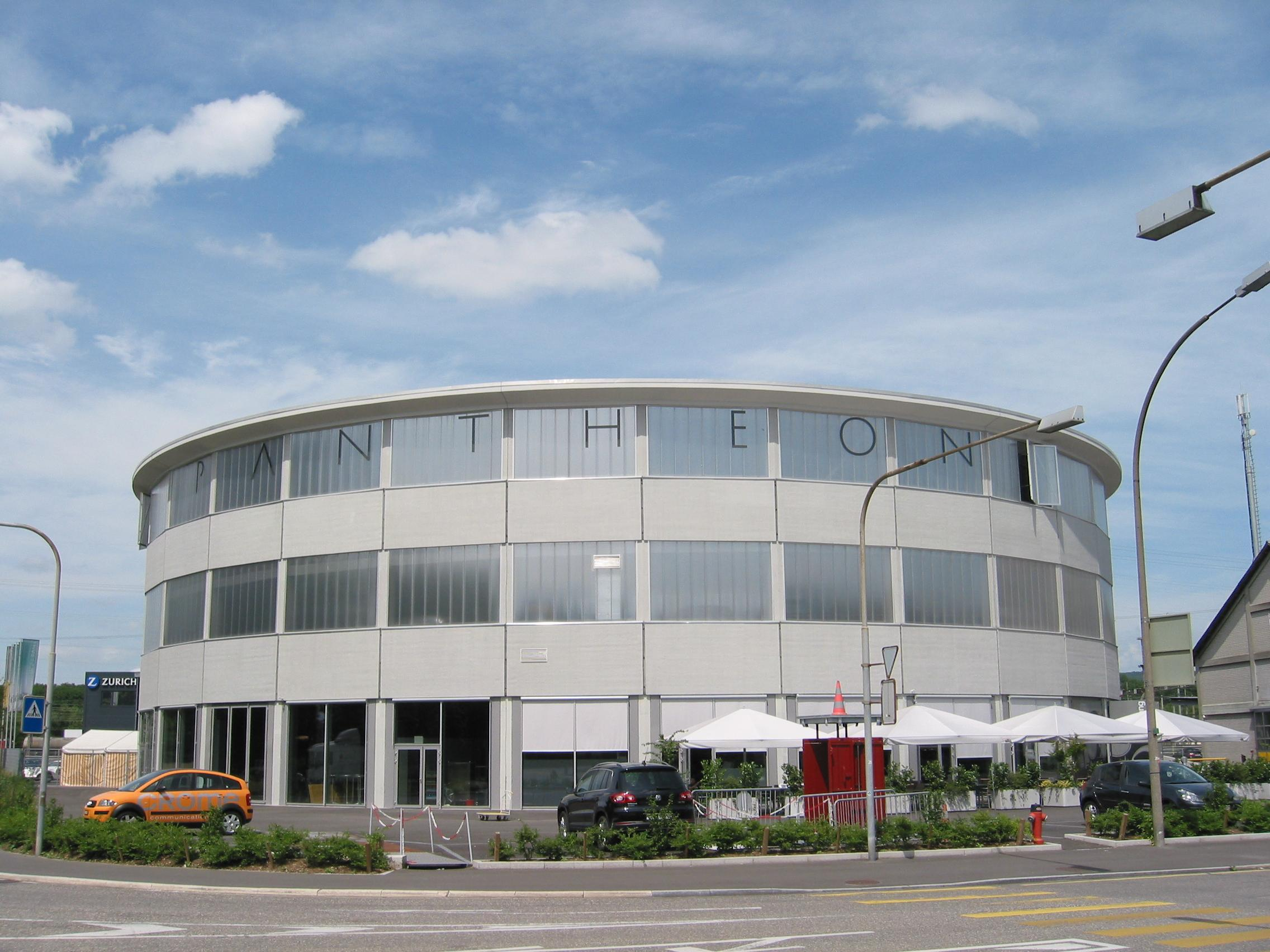
Museum Pantheon in Muttenz

Das Pantheon Basel in Muttenz ist ein Forum für Oldtimer-Besitzer und -Interessierte mit einem Museum zu den Themen Auto und Mobilität auf der Strasse. Inhaber des Pantheon ist die Pantheon Basel AG, eine 100%ige Tochtergesellschaft der Musfeld AG.

## Idee
Die Idee hinter dem Pantheon Basel ist die Kombination einer Garage und einer Autowerkstatt mit einem Museum. Einerseits ist es der Abstellplatz für Oldtimer, die mehr oder weniger regelmässig gefahren werden und anderseits Teil des Ausstellungsraumes des Museums. Dadurch können private, sonst versteckte Sammelobjekte einem öffentlichen Publikum gezeigt werden.

## Geschichte
Initiator des Pantheon Basel ist der Basler Unternehmer Stephan Musfeld. Seit seiner Kindheit interessiere er sich für Autos. Nachdem er den Führerschein hatte, kaufte er sich von seinem Lehrlingslohn seinen ersten Oldtimer.
Durch den Kontakt zu anderen Oldtimersammlern stellte Stephan Musfeld fest, dass in der Schweiz ein eigentliches Kompetenzzentrum und geeignete Abstell- beziehungsweise Unterhaltsplätze für Oldtimer fehlen. Er überlegte sich, was man dagegen tun kann, und streckte seine Fühler aus.
Durch Zufall stiess er auf die mittlerweile nicht mehr gebrauchten Räumlichkeiten der ehemaligen Reparatur- und Maschinenhalle Züblin in Muttenz. Die Halle wurde 1965 von den Architekten Janz und Spinnler gebaut und hat einen stützenfreien Durchmesser von 50 Meter und eine nur 5 cm dünne, vorgespannte Dachhaut. Die Halle war damit der grösste stützenfreie Raum in Basel in den 1960er Jahren. Diese Halle begeisterte ihn als gelernten Tiefbauingenieur und liess ihn nicht mehr los. Die Realisation des Forums dauerte knapp zweieinhalb Jahre. Entworfen und umgesetzt wurde das Bauwerk von Toffol-Architekten Basel.
In die kreisrunde Halle wurde eine Rampe eingebaut, die sich spiralförmig nach oben windet. Die Rampe beginnt als Auffahrt aussen am Gebäude, führt weiter oben ins innere und endet knapp unter dem Dach. Sowohl das Dach als auch die Wände sind lichtdurchlässig, so dass man in der Nacht, bei Beleuchtung der Halle, die ausgestellten Fahrzeuge von aussen schemenhaft erkennen kann.
Das Pantheon umfasst 7'500 m², 3'000 m² davon gehören zum Museum.
Am 16. August 2008 wurde das Pantheon Basel eröffnet, das Museum, Werkstatt, Showbühne, Parkplatz, Treffpunkt und Oldtimer-Verkaufsstätte in einem ist.

## Forum

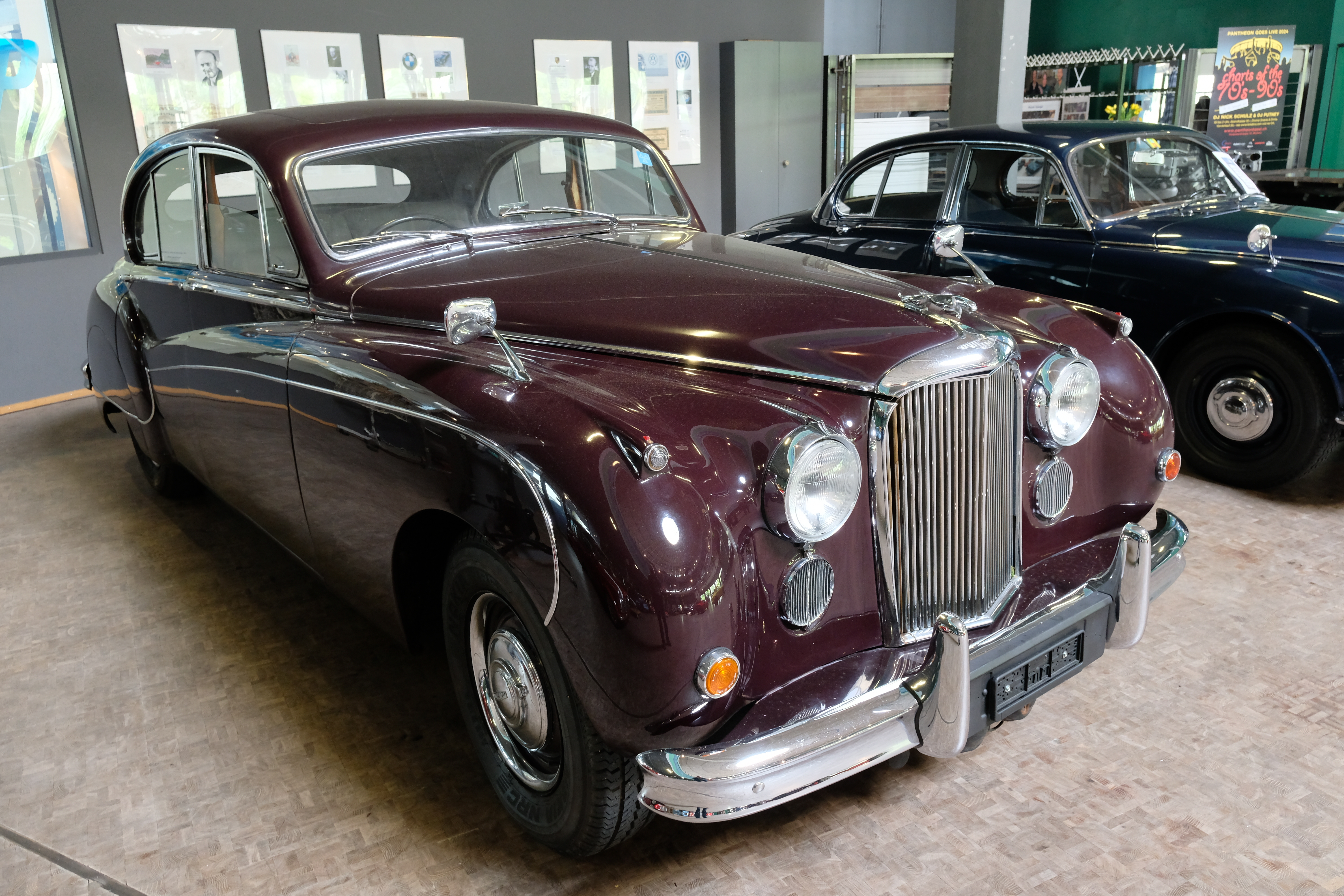
Jaguar im Pantheon Basel

Das Pantheon soll Begegnungsort von Oldtimer-Besitzern, -Liebhabern oder -Interessierten sein. Daher befindet sich in dem Forum neben dem Museum noch das ganzjährig geöffnete Restaurant Pantheon, und im unteren Teil der Halle können Konzerte, Kabarett und Neuwagenpräsentationen durchgeführt werden. Als Veranstaltungsort kann der Innenraum auch für Privatanlässe, z. B. von Firmen oder Markenclubs, gemietet werden und bietet Platz für bis zu 1200 Personen.
Zum Forum gehört die Classic Garage, in der die Kunden die Möglichkeit haben, professionelle Dienstleistungen rund um Oldtimer in Anspruch zu nehmen. So befindet sich dort eine Sattlerei, eine Lackaufbereitung und eine mechanische Werkstatt.
Im nördlich gelegenen Boxengebäude können neben Einstellplätze für Oldtimer oder Klassiker, deren Besitzer es diskreter mögen, auch Boxen von 30 bis 75 m² für private Bastler konstant gemietet werden. Waschboxen und Staubsaugerboxen runden das Angebot ab.

## Museum
Das Museum ist täglich geöffnet und die Besucher können die auf der spiralartigen Rampe fein säuberlich parkierten sowie im Innenraum ausgestellten Oldtimer betrachten und gar den Mechanikern und dem Sattler bei der Arbeit zuschauen. Daneben sind auch andere Strassen-Fortbewegungsmittel wie Velos, Motorräder und Kutschen ausgestellt: So das Rennrad von «Ferdy National» Kübler, mit dem dieser 1950 als erster Schweizer die Tour de France gewann; oder der Ordinary Racer, das nur 10 Kilogramm leichte Hochrad von Albert Aichele, mit dem der Basler 1887 in München einen neuen Stundenweltrekord (37,08 km/h) aufstellte. Die Reihenfolge der Objekte zeichnet in groben Zügen die Entwicklung zum Automobil nach, wobei dessen ältester Vertreter – der Benz Patentmotorwagen von 1886 – in einer der wenigen hergestellten Nachbildungen vertreten ist.
Durch die Ausstellung werden Führungen angeboten.
Im angegliederten Museums-Shop erhält man Auto-Modelle und Literatur.